# Закарпатский академический областной театр кукол «Бавка»
Закарпатский академический областной театр кукол «Бавка» (укр. Закарпатський академічний обласний театр ляльок «Бавка») — областной кукольный театр в городе Ужгороде Закарпатской области (Украина), расположен на площади Театральной, 8. Позиционирует себя, как театр перформативных искусств.

## История
Создан в 1980 году. В 1988 году получил помещение в самом центре города на Театральной площади, где в 1920-х годах действовал первый в крае Русский театр «Просвита», основанный известным театральным деятелем Н. Садовским.
Возглавляет коллектив ныне директор-художественный руководитель Мирослав Петий, главный режиссёр — заслуженная артистка Украины Наталья Орешникова, главный художник — Паола Полуденная. Труппа состоит из 15 человек, среди которых заслуженные артистки Украины Светлана Кобзиста и Элла Григорьева.
Учитывая географическое положение, многонациональный состав региона тщательно формируется репертуар, в котором около 45 спектаклей. Ведущее место занимают украинские авторы. Для удовлетворения потребностей нацменьшинств включены сказки народов мира. Основой репертуара ужгородских кукольников являются постановки по украинским народным и литературным сказкам («Колобок» Е. Патрика, «Подкова к счастью» В. Датчанина по мотивам сказок И. Франко), украинская, русская и мировая классика, такая как детская («Кошкин дом» С. Маршака, «Бармалей» К. Чуковского, «Малыш и Карлсон» М. Коляды по А. Линдгрен, «Сказка шкер» Ю. Чеповецкого, а также «взрослая» («Энеида» Я. Стельмаха по И. Котляревскому, «Сам» Н. Орешниковой по Д. Дефо). Также представлена современная драматургия («Новое платье для принцессы» А. Маслова).
В 1990 году коллектив инициировал проведение Международного фестиваля театров кукол «Интеркукла», который стал первым форумом на Украине. В 1997 году театр был включён во Всемирную ассоциацию кукольников (УНИМА). В 2019 году был проведён XVII фестиваль «Интеркукла».